# چارلز ادوارد کالول
چارلز ادوارد کالول (انگلیسی: Charles Edward Callwell; ۲ آوریل ۱۸۵۹ – may ۱۹۲۸ (۶۸−۶۹ سال)) فرد نظامی و نویسنده اهل بریتانیا بود. وی همچنین برندهٔ جوایزی همچون لژیون دونور و نشان حمام شده‌است.